# Newtown (Connecticut)
Newtown és un poble dels Estats Units a l'estat de Connecticut. Segons el cens del 2005 tenia 26.996 habitants.

## Demografia
Segons el cens del 2000, Newtown tenia 25.031 habitants, 8.325 habitatges, i 6.776 famílies. La densitat de població era de 167,3 habitants/km².
Dels 8.325 habitatges en un 44,7% hi vivien nens de menys de 18 anys, en un 73,3% hi vivien parelles casades, en un 5,8% dones solteres, i en un 18,6% no eren unitats familiars. En el 14,8% dels habitatges hi vivien persones soles el 5,8% de les quals corresponia a persones de 65 anys o més que vivien soles. El nombre mitjà de persones vivint en cada habitatge era de 2,9 i el nombre mitjà de persones que vivien en cada família era de 3,24.
Per edats la població es repartia de la següent manera: un 29,3% tenia menys de 18 anys, un 4,4% entre 18 i 24, un 32,5% entre 25 i 44, un 25,1% de 45 a 60 i un 8,7% 65 anys o més.
L'edat mediana era de 38 anys. Per cada 100 dones de 18 o més anys hi havia 103,5 homes.
La renda mediana per habitatge era de 90.193 $ i la renda mediana per família de 99.192 $. Els homes tenien una renda mediana de 68.965 $ mentre que les dones 42.217 $. La renda per capita de la població era de 37.786 $. Aproximadament el 2,2% de les famílies i el 3,1% de la població estaven per davall del llindar de pobresa.

## Poblacions properes
El següent diagrama mostra les poblacions més properes.